# Jean-Baptiste Stouf
Jean-Baptiste Stouf (Parigi, 1742 – Charenton-le-Pont, 1º luglio 1826) è stato uno scultore francese.

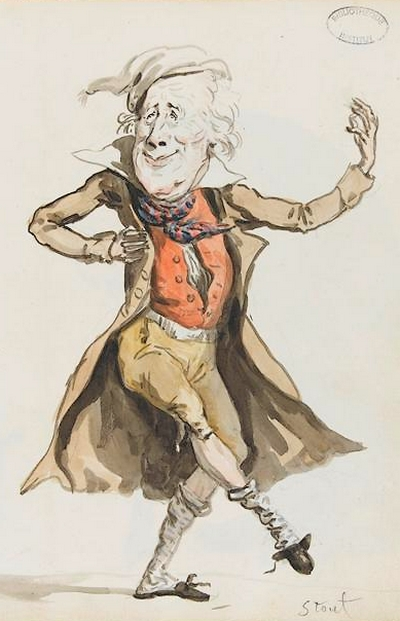
Jean-Baptiste Stouf caricatura di Julien Léopold Boilly

Era il padre dello scultore Abel-Vincent-Michel Stouf (nato nel 1799).

## Biografia
Allievo di Guillaume II Coustou, andò all'Académie de France di Roma, nel 1770, sebbene avesse ottenuto solo il secondo premio in scultura l'anno precedente. Dopo un soggiorno di otto anni, fu ammesso alla Académie royale de peinture et de sculpture nel 1784 e divenne accademico l'anno successivo, presentando il suo Abele morente come pezzo di accoglienza.
L'8 settembre 1810, succedette a Jean Guillaume Moitte come professore di scultura alla École nationale supérieure des beaux-arts.
Nel 1786 ricevette dal conte d'Angiviller l'ordinazione di un San Vincenzo de' Paoli per completare la serie di statue di Uomini illustri nel Palazzo del Louvre.
Stouf partecipò al Salon fino al 1819.
Sua figlia Cornélie sposò il pittore Auguste Couder.

## Opere in collezioni pubbliche
Stati Uniti
- Los Angeles, Getty Center: Belisario, 1785-1791 circa, busto marmoreo[2].
- New York, Metropolitan Museum of Art: Il compositore André-Ernest-Modeste Grétry (1741–1813) André-Ernest-Modeste-Modeste Grétry (1741–1813), 1804–1808, statua in marmo.[3][4].

Francia
- Lione, Museo delle Belle Arti: Henri François d'Aguesseau, busto in marmo.
- Parigi :
  - Musée des Arts Décoratifs: Monumento a Jean-Jacques Rousseau, 1791, schizzo.
  - Museo del Louvre:
    - Abele in punto di morte (1785), statua in marmo;
    - Giovane afflitta (1785), busto in terracotta su zoccolo in marmo;
    - L'Afflizione, busto marmoreo;
    - Donna spaventata da un tuono che ha appena spezzato un albero accanto a lei, Salon del 1798, statuetta in terracotta;
    - Ritratto di Henri François d'Aguesseau, Cancelliere di Francia (1668-1751), busto in marmo;
    - Michel de Montaigne (1533-1592), Salon del 1800, statua in marmo a grandezza naturale;
    - Ritratto del pittore Rubens, busto in marmo.
- Saint-Omer, Abbazia di San Bertino: Monumento all'Abate Sugerio, Abate di Saint-Denis (1081-1151), Salon del 1817, colossale statua in marmo[5].
- Versailles, Reggia di Versailles e Trianon:
  - Antoine-Laurent Lavoisier, chimico (17430-1794), busto di Hermès in marmo;
  - Adam Philippe, conte di Custine, generale in capo (1742-1793), completamento dell'opera di Jean Guillaume Moitte, statua a figura intera più grande del vero.

Opere di Jean-Baptiste Stouf
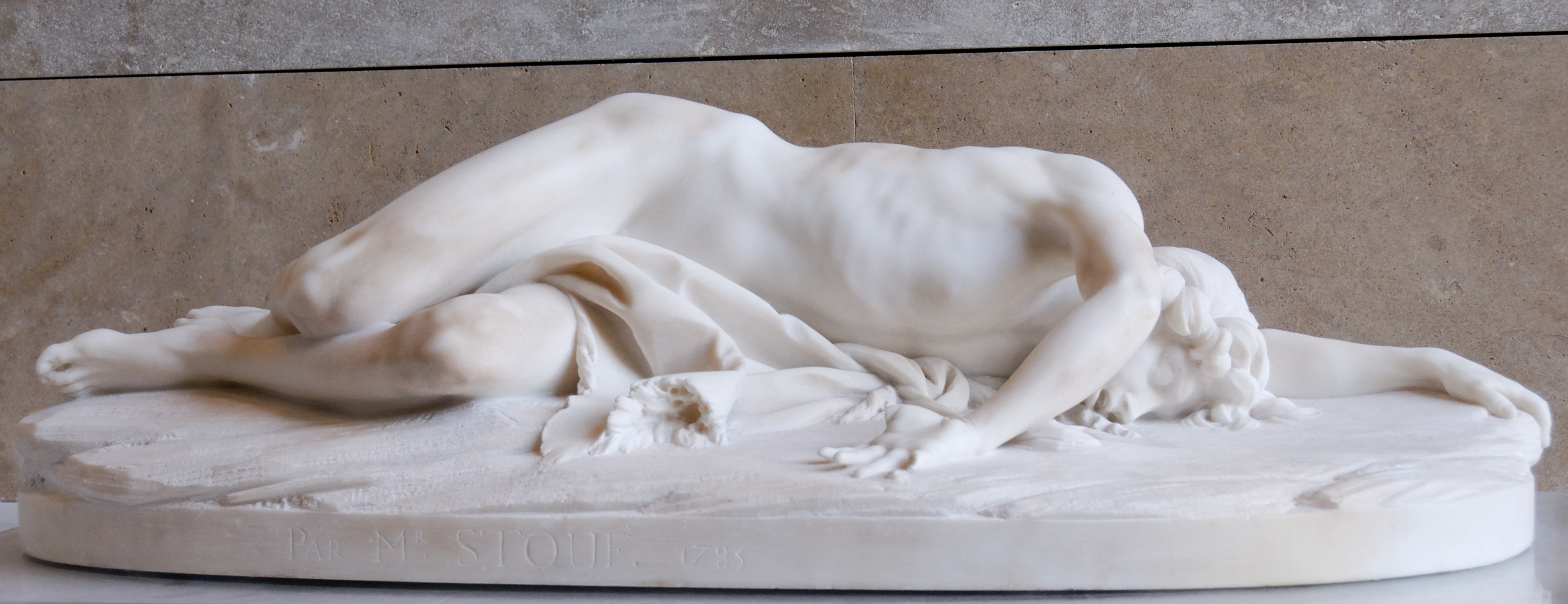
Abele morente (1785), marmo , Parigi, Museo del Louvre.
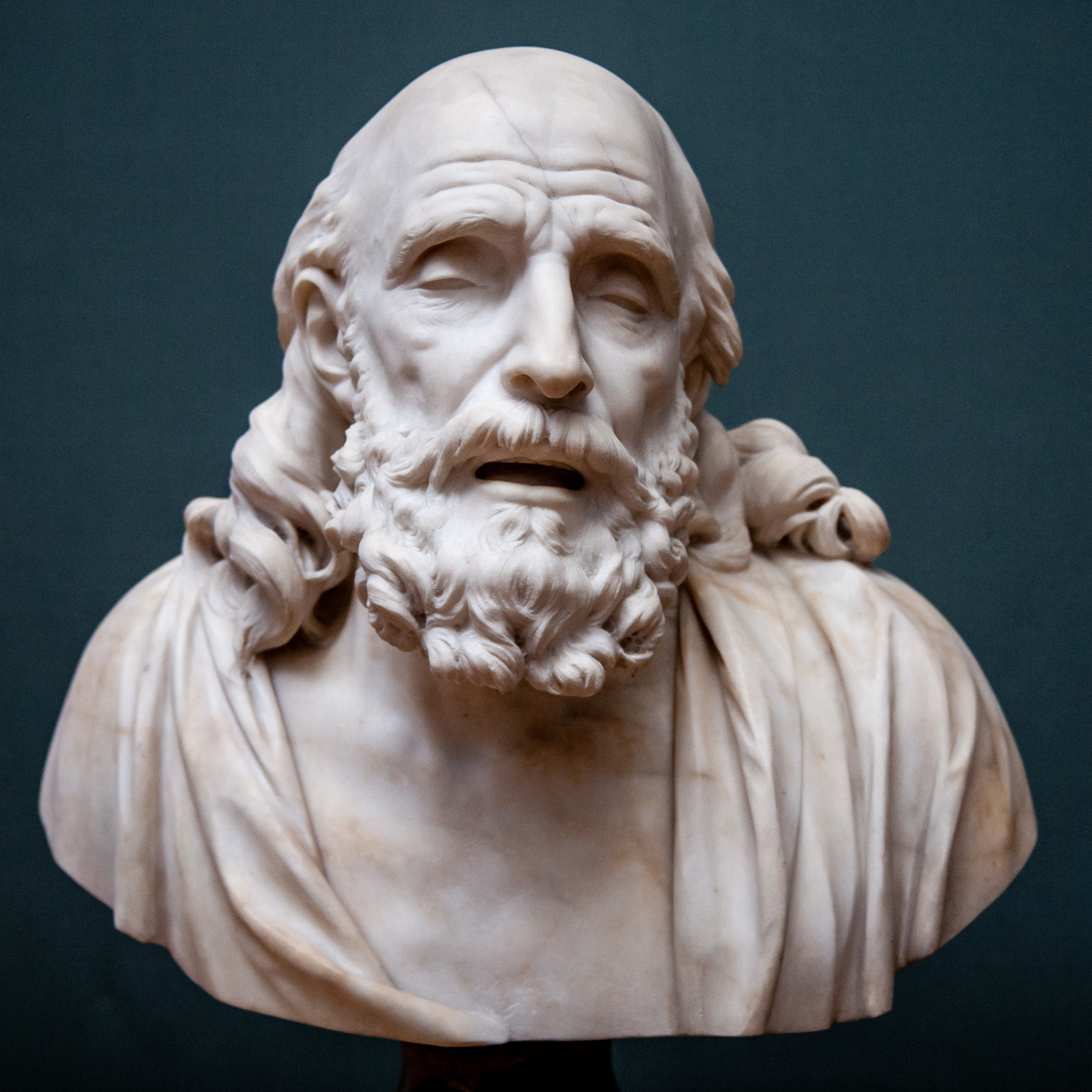
Belisario (c. 1785-1791), marmo, Los Angeles, Getty Center.
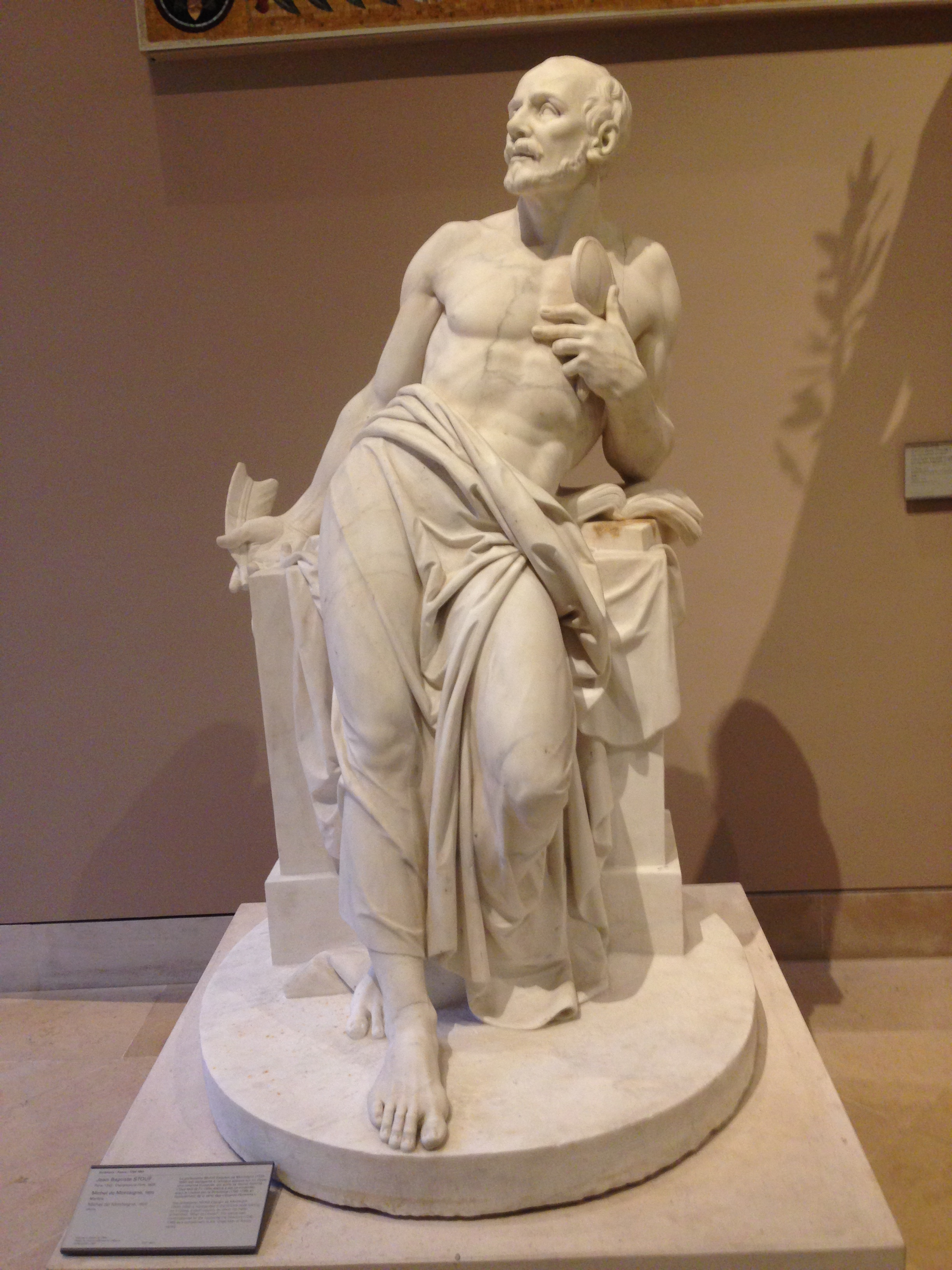
Michel de Montaigne (1800), marmo, Parigi, Museo del Louvre.
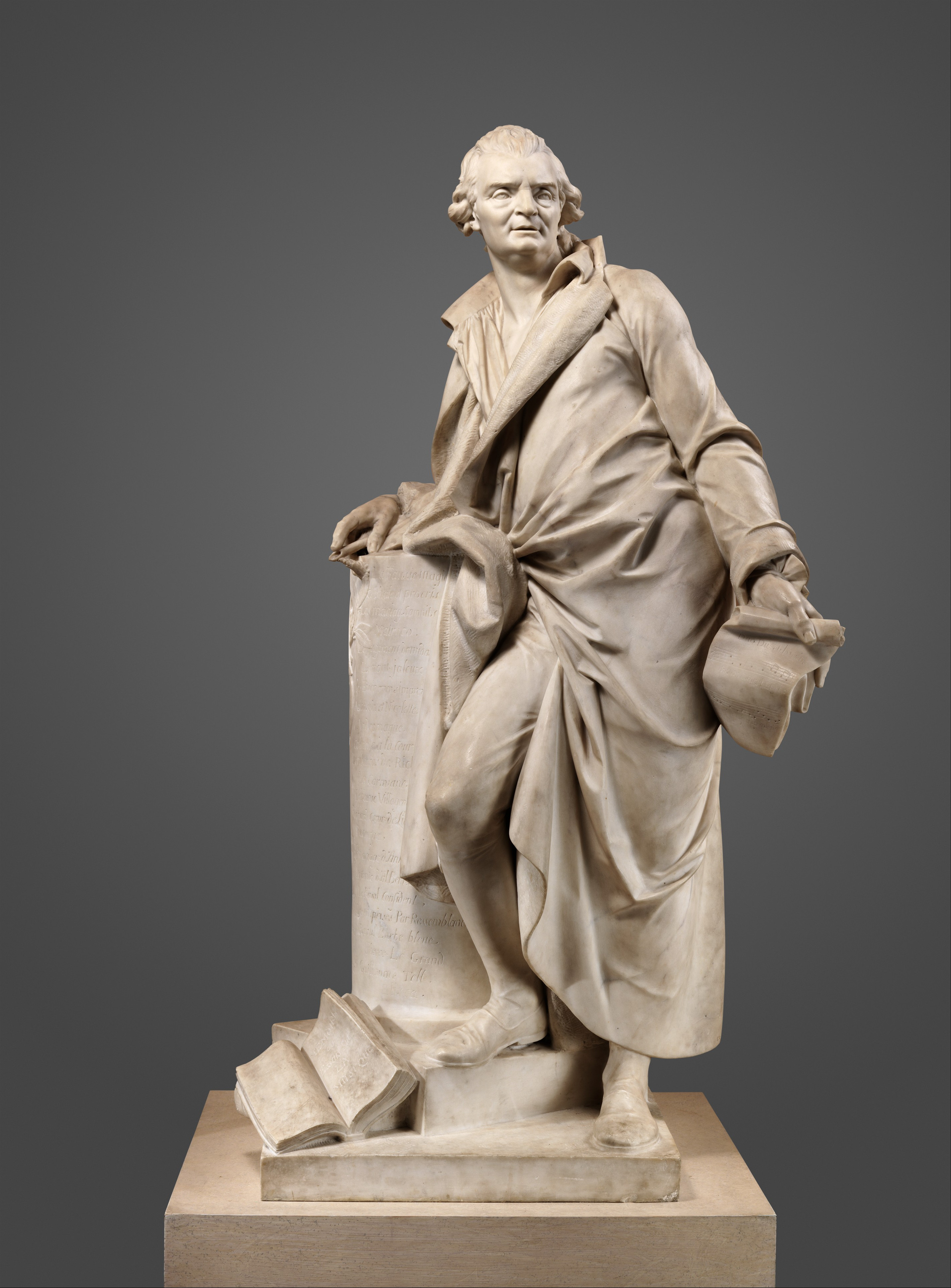
Compositore André-Ernest-Modeste Grétry (1804-1808), marmo, New York, Metropolitan Museum of Art.
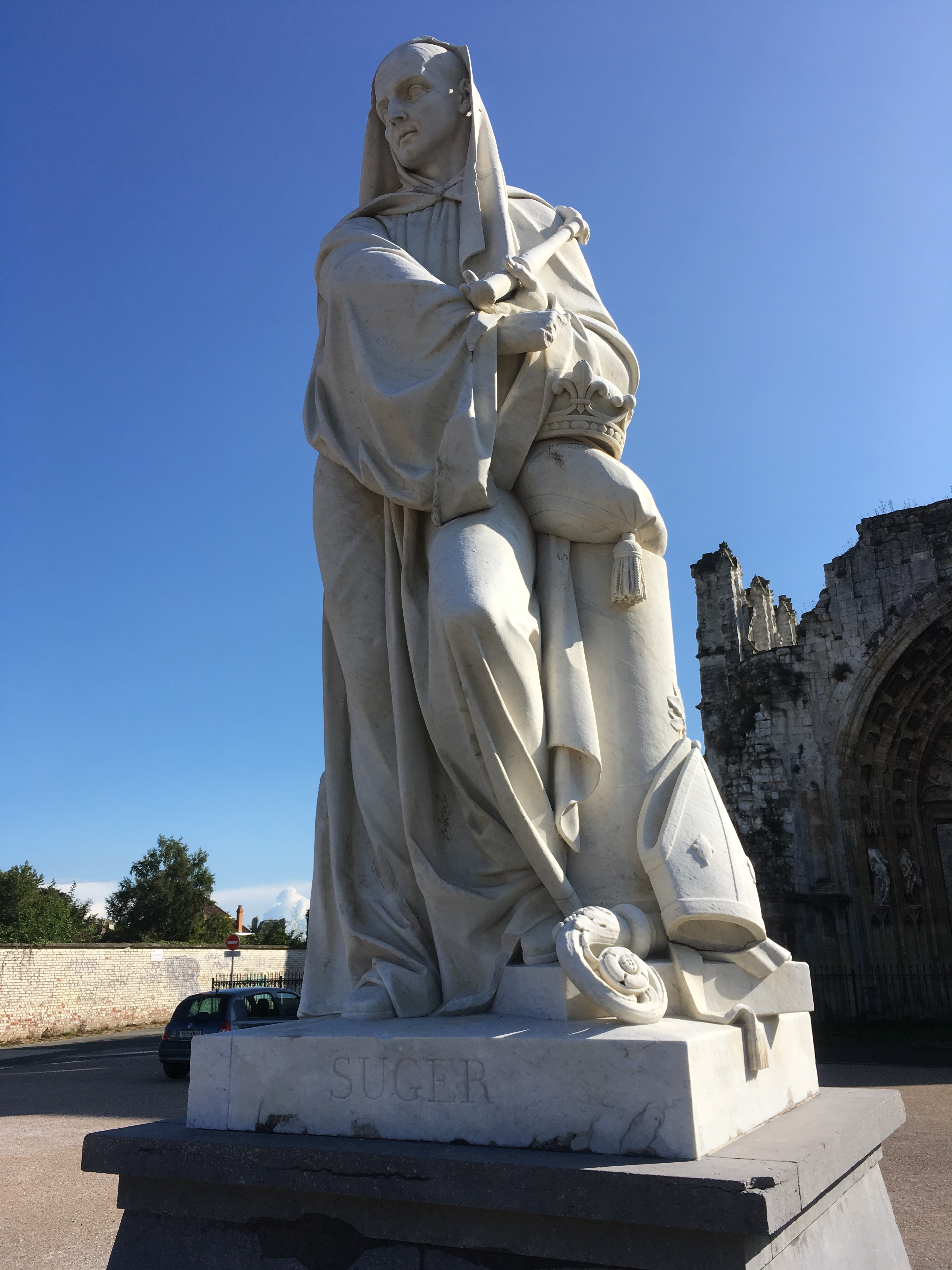
Monumento all'abate Sugerio (1817), marmo, abbazia di San Bertino.
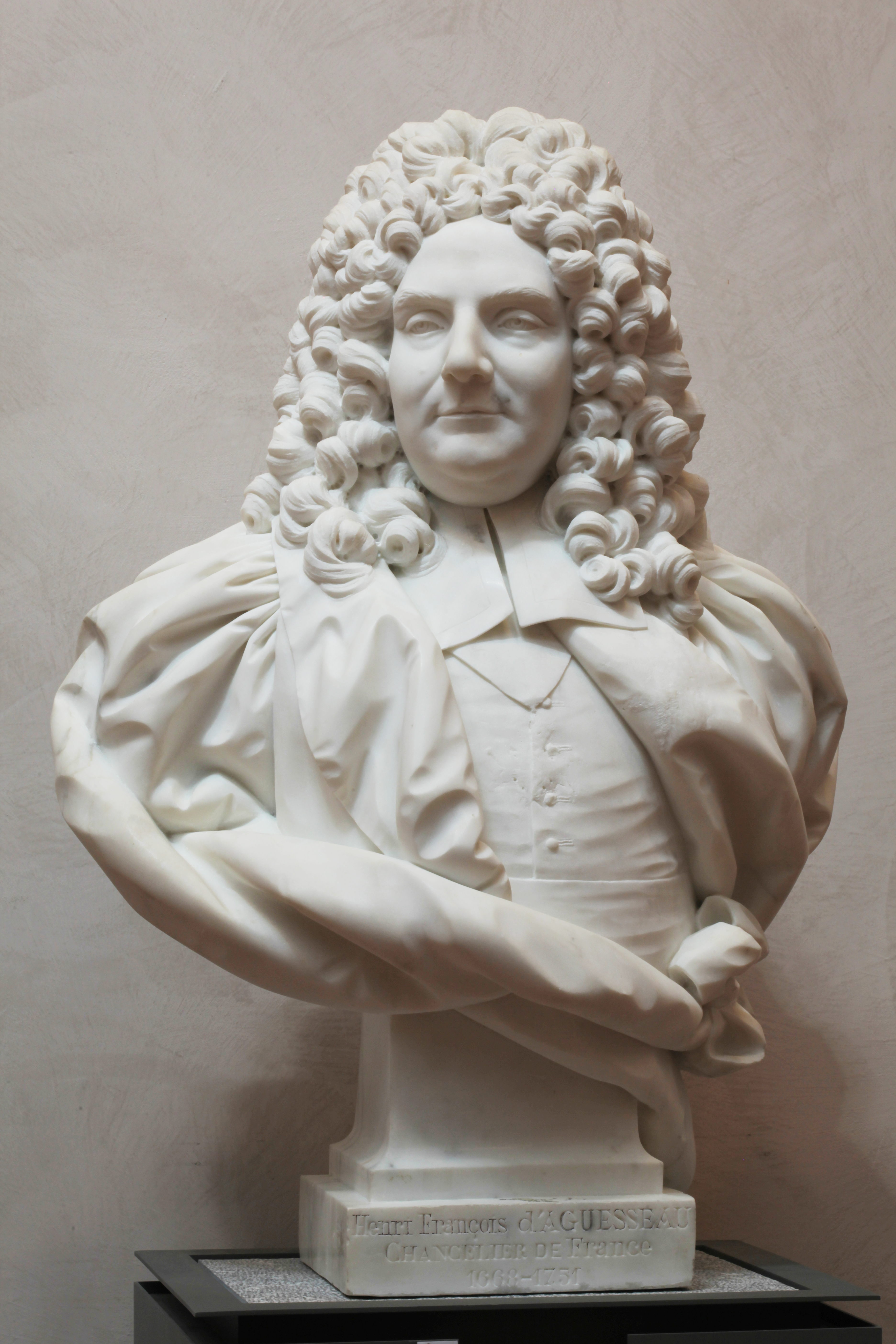
Henri François d'Aguesseau, marmo, Museo delle Belle Arti di Lione.

## Premi
- Secondo Prix de Rome in scultura dal 1769.

## Allievi
- Antoine-Denis Chaudet